# Ляльшур (Ігринський район)
Ляльшу́р (рос. Ляльшур) — присілок в Ігринському районі Удмуртії, Росія.

## Населення
Населення — 37 осіб (2010; 46 в 2002).
Національний склад станом на 2002 рік:
- удмурти — 85 %

## Урбаноніми[3]
- вулиці — Трактова